# Lucius Licinius Murena (consul in 62 v.Chr.)
Lucius Licinius Murena (105 v.Chr.-22 v.Chr.) was een Romeins politicus, consul in 62 v.Chr. en generaal.

## Biografie
Lucius Licinius Murena werd in 105 v.Chr. geboren als zoon van Lucius Licinius Murena. Hij zou zijn carrière beginnen in het Romeinse leger, waarbij hij als een van zijn eerste positie praefectus fabrum ("commandant van de genie") voor 74 v.Chr. zou zijn geweest. In 74 v.Chr. werd hij tot quaestor aangesteld.
Na het einde van de Eerste Mithridatische Oorlog (85 v.Chr.) werd Murena door Sulla achtergelaten in Asia met het commando over twee legioenen die voordien onder het commando van Gaius Flavius Fimbria hadden gestaan. Hij maakte echter een fout door Pontus binnen te vallen en de woede van Mithridates op zijn hals te halen. Hij veroorzaakte hiermee de Tweede Mithridatische Oorlog, door politiek ingrijpen van Sulla werd de oorlog beëindigd. In de laatste Mithridatische Oorlog fungeerde Murena als legaat onder Lucius Licinius Lucullus.
In 65 v.Chr. wordt Murena praetor en in die hoedanigheid voorzitter van de quaestio de peculatu ("gerechtelijk onderzoek wegens verduistering van staatsgelden"). Het jaar daarop wordt hij als propraetor aangesteld van Gallia Transalpina, waarbij het hem werd toegestaan troepen te lichten in Umbria.
Twee jaar later (63 v.Chr.) werd hij samen met Decimus Junius Silanus gekozen tot consul voor het jaar 62 v.Chr., waarbij hij steun kreeg van zijn verwante Licinia, die Vestalin was. Maar voor hij zijn ambt kon aanvaarden, werd hij beschuldigd van omkoperij door Servius Sulpicius, een tegenkandidaat voor het consulaat die het niet had gehaald van hem en in zijn juridische strijd tegen Murena werd gesteund door Marcus Porcius Cato Uticensis minor en zijn eigen zoon en bekend jurist Servius Sulpicius Rufus. Murena werd succesvol verdedigd door Marcus Licinius Crassus Dives, Quintus Hortensius Hortalus en Marcus Tullius Cicero. Hij werd vrijgesproken, ondanks dat het aannemelijk is dat hij schuldig was.